# 99581 Egal
99581 Egal este o planetă minoră (asteroid), cu un diametru de 7,66 km, din centura de asteroizi. A fost descoperită pe 21 martie 2002 la Stația Anderson Mesa de Lowell Observatory Near-Earth-Object Search și a fost numită după Auriane Egal⁠(d). 
Obiectul prezintă o orbită caracterizată de o semiaxă mare de 3,1557413039469 UAi, o excentricitate de 0,31696984008468, o înclinație de 24,257077100288 ° în raport cu ecliptica.